# Středisko řízení kosmických letů

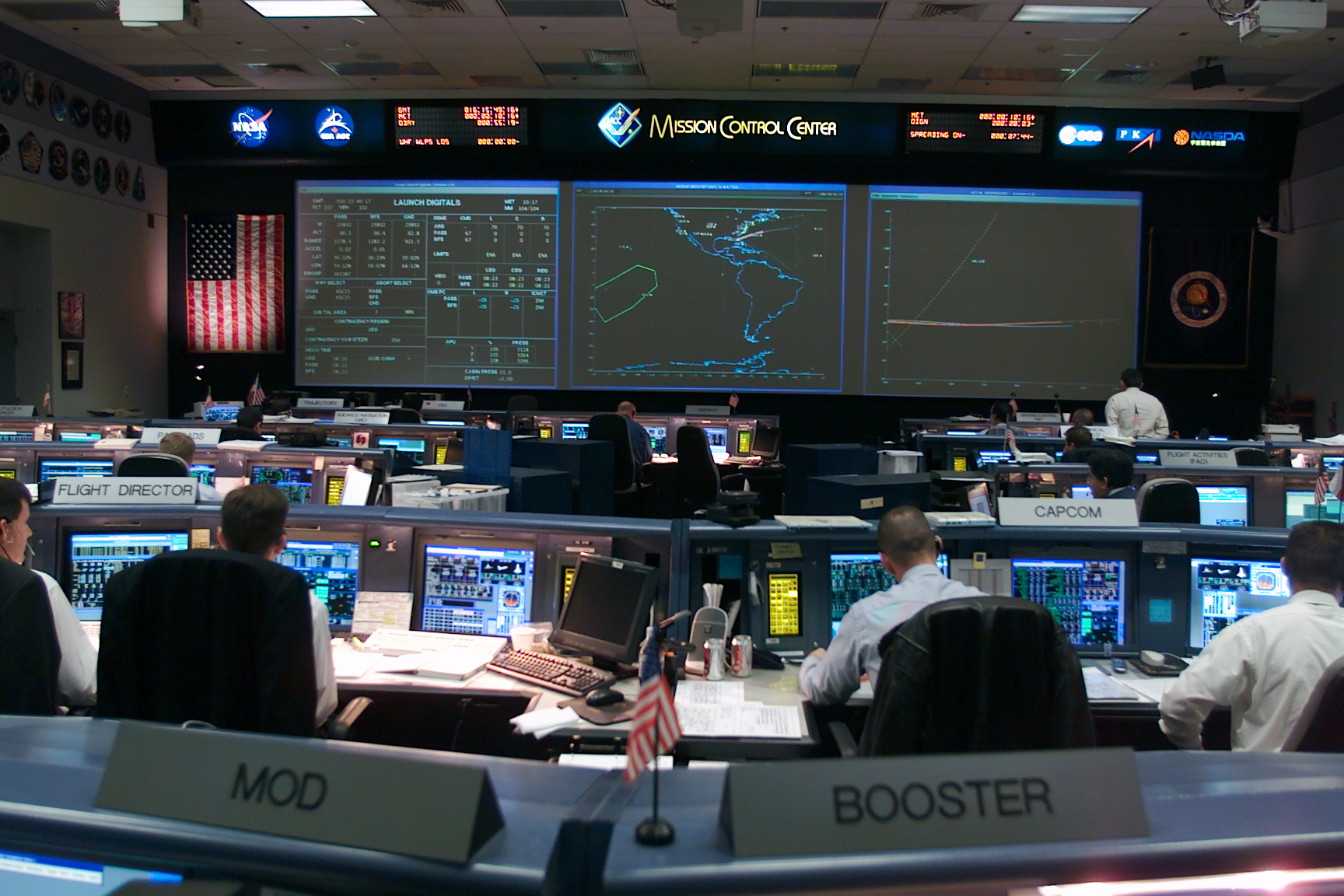
Hlavní sál JSC, Houston, Texas

Středisko řízení kosmických letů nebo taky Středisko řízení vesmírných letů, zkráceně řídicí středisko, je centrála, která řídí kosmické lety. Hlavním úkolem střediska je řízení vesmírných letů. Personál řídící letový provoz a jiný podpůrný personál dohlíží na všechny aspekty pomocí telemetrie.
Nejvýznamnějšími středisky řízení vesmírných letů jsou Johnsonovo vesmírné středisko amerického Národního úřadu pro letectvo a vesmír (NASA), Středisko řízení letů Roskosmosu ruské Federální kosmické agentury (FKA) a Evropské středisko kosmických operací Evropské kosmické agentury (ESA).

## Spojené státy americké
V Spojených státech se středisko řízení pro pilotované vesmírné lety nazývá Mission Control Center. Pro nepilotované družice existuje organizace nazývaná Jet Propulsion Laboratory s vlastním střediskem řízení. Jako „mission control center“ se obvykle do angličtiny překládají všechna střediska řízení vesmírných letů na světě.
Johnsonovo vesmírné středisko (JSC, Johnson Space Center) v Houstonu, Texasu, USA je hlavní středisko řízení pilotovaných letů Spojených států amerických. Je zde středisko řízení letů a také středisko výcviku astronautů (v USA se místo kosmonaut používá pojem astronaut).

## Rusko

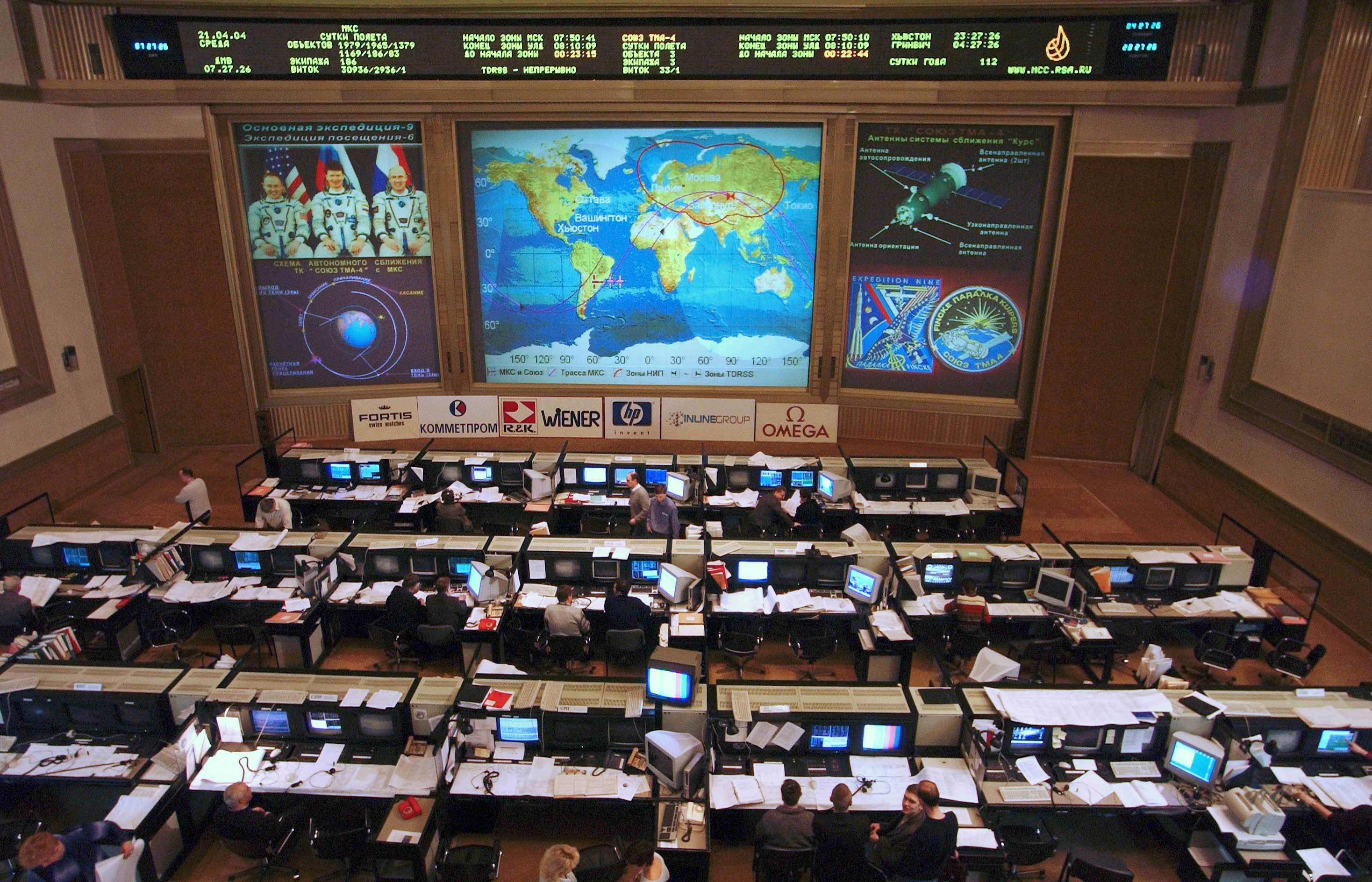
Hlavní sál CUPu v Koroljovu u Moskvy

Většinu (přes 70%) družic řídí „Hlavní zkušební středisko zkoušek a správy kosmických prostředků G. S. Titova“ v Krasnoznamensku u Moskvy. Středisko je složkou Kosmických vojsk Ruska.
Středisko řízení letů (CUP) v Koroljovu u Moskvy je součásti Centrálního vědeckovýzkumného institutu strojírenství (CNIImaš), který sám je podřízen Roskosmosu. Soustředěno je na řízení pilotovaných kosmických letů, tedy letů lodí Sojuz a ruského segmentu Mezinárodní vesmírné stanice. Taktéž řídí několik družic.
V 90. letech 20. století si několik společností a ústavů zřídilo vlastní střediska řízení letů pro své družice. Vedly je jak obavy z případného konfliktu zájmů ministerstva obrany a jejich vlastních, tak vysoká cena služeb požadovaná vojáky. Vlastní středisko řízení letů si zřídila NPO Lavočkina (družice Interbol a Spektr), Vědeckovýzkumný institut přesných přístrojů (družice Gonec), akciové společnosti Persej (spojové družice Express a Gals), Gazkom (družice Jamal) a HTB (družice Bonum 1), ruská centrální banka (systém Bankéř – nicméně družice Kupon je nefunkční).
V zájmu koordinace jednotlivých středisek byl od roku 1999 vytvořen „Jediný státní pozemní automatizovaný systém řízení kosmických objektů“ (Единый государственный наземный автоматизированный комплекс управления).